# أبو علي الحسن بن عطية الونشريسي
 الحسن بن عطية الونشريسي  (724هـ-788هـ) هو العالم الجليل والقاضي الفقيه  أبو علي الحسن بن عثمان بن عطية بن موسى التوجيتي الونشريسي يختصر لقبه تحقيقا  بالحسن بن عطية  نسبة إلى جده أبي عطية بن موسى الذي كان إماما في الفقه بجبل الونشريس بالمغرب الأوسط (الجزائر)، وكان جليلا صالحا من ذوي الفضل ورئيسا مقدما.

## نشأته وتعلمه
ولد « بن عطية الونشريسي» بتاوريرت عام 724 هجرية / 1386 م في بيت عرف بالعلم والتقوى والصلاح، فلم يجد عناء كثيرا في تلقي علومه الأولى، فإلى جانب جدّه''' عطية بن موسى الونشريسي''' المتقدم كان والده ''' أبو سعيد عثمان بن عطية''' هو الآخر «فقيها ومفتيا وورعا صالحا...» حسب ما نعته به  أبو العباس الونشريسي الذي نقل عنه كثيرا من الفتاوى في مواضع مختلفة من كتابه « المعيار »، ثم عمه '''الحسن بن عطية ''' المتوفى سنة 781هـ الموصوف بالقاضي الفقيه المحصل راوي الموطأ من طريق يحيى بن يحيى الليثي، ثم عمه الآخر '''أبو الخير يونس بن عطية''' الذي تولى القضاء بقصر كتامة وكان أستاذا في فروع المذهب، وأخوه ''' عمر بن عثمان بن عطية ''' المتوفى سنة 816هـ الذي اشتغل أيضا بالتدريس والتعليم بفاس ثم مكناس، وكان متبحرا في فنون العربية وصروفها، ومن جملة تلامذته الذين حضروا مجالسه واعترفوا بفضله وتفوقه على أقرانه الإمام ابن غازي المكناسي والوزير الأديب  لسان الدين ابن خطيب .
يقول د.عادل نويهض في كتابه « معجم أعلام الجزائر من صدر الإسلام حتى العصر الحاضر»: «حسن بن عثمان بن عطية التجاني، الشهير بأبي علي الونشرشي: قاض، فرضي، أديب، شاعر، من فقهاء المالكية. أصله من قبيلة بني تجين بالغرب الأوسط، رحل جده عطية إلى المغرب الأقصى وسكن بحوز مكناسة، وولد صاحب الترجمة بتاوريرت. أخذ عن خاتمة محدثي المغرب أبي البركات بن الحاج البلفيقي وغيره.»
لم يعرف عن ابن عطية أنه سافر في سبيل العلم على غرار ما كان يفعل معاصروه، فكانت نشأته في بيوت العلم والمعرفة ونسبه في آل عطية- التي حملت لواء العلم والدين - قد أغناه عن الترحال في سبيل العلم والتشوق إليه خارج دائرة أسرته وذويه، ويسر له –دون جهد وعناء- بلوغ ما كان يطمح إليه، ولم يذكر مترجموه من شيوخه سوى أبو البركات ابن الحاج البلفيقي القاضي دفين مراكش سنة 771هـ صاحب الإجازات المشهورة.
وقد سمحت له ظروف المعيشة الميسرة وساعدته نشأته في بيت العلم والصلاح والقضاء والرياسة سرعة نبوغه في العلم مبكرا وتضلعه في الفقه وبراعته في الفتيا والفرائض والحساب والأدب وقرض الشعر وهو حدث صغير كما حكى ذلك عن نفسه في أرجوزته التي نظمها إلى السلطان المتوكل فارس أبو عنان المريني.

## اشتغاله بالتدريس

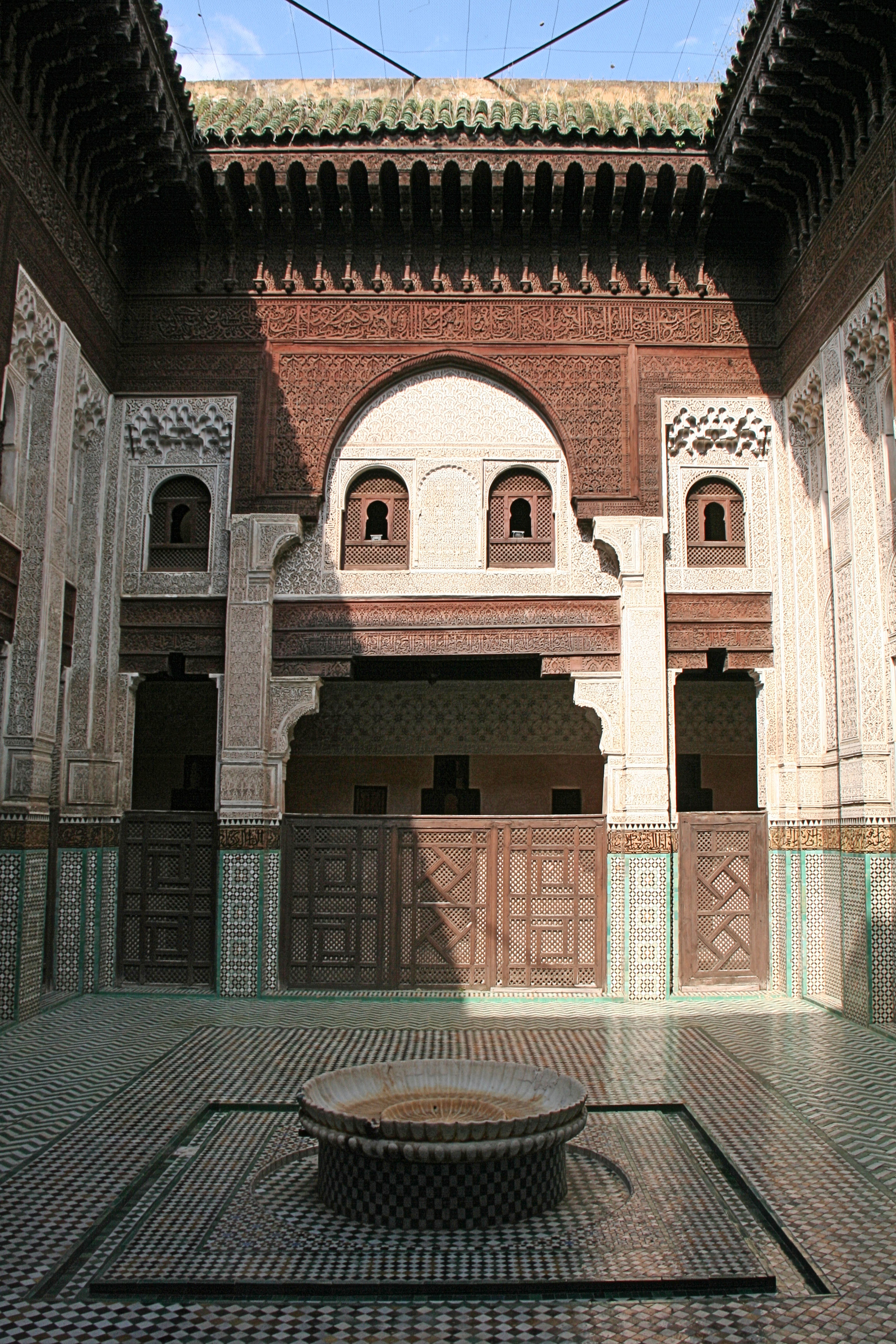
مدرسة القاضي حيث كان يدرس القاضي أبو الحسن بن عطية الونشريسي

لما اكتملت معارفه ونمت مداركه ونهل من علوم الشرع واللغة والبـلاغة، تصدى بن عطية للتعليم والتدريس فاشتغل بالمدرسة النظاميـة:« مدرسة الشهود» -التي حملت اسمه فيما بعد: «مدرسة القاضي» - أستاذا في العلوم التي برع فيها من فقه وأدب وفرائض وحساب وشروح متن الرسالة لابن أبي زيد القيرواني حتى تخرج على يديه عدد من الطلبة الحفَاظ والمشايخ الكرام كان من جلتهم الإمام ابن الأحمر صاحب «الفهرسة»، والأديب البارع الوزير  لسان الدين ابن الخطيب صاحب التصانيف الكثيرة ومؤلف الرحلة الشهيرة المسماة « نفاضة الجراب في علالة الاغتراب».
يقول د.عادل نويهض في كتابه « معجم اعلام الجزائر من صدر الإسلام حتي العصر الحاضر»:
«ولي القضاء نيابة بفاس، ثم ولي قضاء مكناس، فقضاء سلا، ثم تخلى عن القضاء وتصدر للتدريس بجامع القرويين. ثم ذهب للحج ورجع لفاس فمات بعد عودته بمدة قصيرة»

## مكانته عند السلطان المريني
وخلال اشتغاله بالتدريس هناك أعجب به السلطان المريني فارس أبو عنان لما لاحظه من مهارة الونشريسي ومروءته وإتقانه، ولما بلغه من أخبار عدله وإنصافه، فأصدر مرسوما يقضي بتعيينه في العشرة الشهود المعتمدين الذين كانوا يتمتعون بأهلية الضبطية القضائية، إلا أن عدول مكناس وقضاتها الذين شملهم المرسوم بالعزل وكانوا زهاء نيفا وسبعين، سعوا لدى السلطان بغرض رده عن قراره بدعوى أن ابن عطية الونشريسي لا يزال حدثا صغيرا لم يبلغ الأربعين بعد، فأنشأ ابن عطية نظما ورقعة إلى السلطان المريني للرد عليهم وإبطال دعواهم.
قال أبو العباس الونشريسي في «المعيار»:
«القاضي العلامة وقعت له قضية مع عدول مكناسة وذلك أن لسلطان أبا عنان فارس أمر بالاقتصار على عشرة من الشهود بمدينة مكناسة، وكتب فيهم اسم الشيخ أبي علي هذا، فشق ذلك على بعض الشيوخ العدول المؤخرين لحداثة سن أبي علي فلما علم تشنيعهم صنع رجزا ورفعه إلى مقام السلطان المتوكل على الله أبي عنان ونصه:
»
فلما بلغت السلطان المريني أبا عنان هذه القصيدة أمر بتثبيته وإبقائه في العشرة الشهود.

## مؤلفاته
إنشغل بن عطية بالتدريس والفتوى، والقضاء على الكتابة والتأليف، فلم يذكر له مترجموه انه خلف أثارا أو مؤلفات عدا أرجوزته الشهيرة التي نظمها في علم الفرائض والتي وصفوها بأنها: «رجز حسن سلس...» ورسائله التي كتبها جوابا على أسئلة النوازل التي كانت ترد إليه من فاس ومكناس وأهالي تلمسان ومدن الأندلس، والتي كثيرا ما كان يعول عليها الونشريسي في نوازل المعيار منها:
رسالة في جواز وقف المال المشاع بعنوان «رفع النزاع في تحبيس المال المشاع» وهو جواب للفصل في النزاع الذي وقع بين فقهاء عصره في تحبيس الجزء المشاع موردا للروايات في ذلك
ورسالة «رفع النزاع بين المتشاجرين في أجر الرضاع». ورسالة «رفع الحرج والجناح عمن أرادت من المراضع النكاح».
ورسالة في: «الولاية عن تزويج اليتيمة القاصرة» ورسالة أخرى تضمنت جوابا مختصرا في شأن: مدرسة حبست خصيصا لطلبة علوم الدين، بالإضافة إلى رسالة في: «إثبات النسب من جهة الأم» ألفها ردا على من سأله عن ثبوت النسب إلى البيت النبوي الشريف من جهة أمه بمجرد الشهرة والذيوع والخبر المستفيض وهل يثبت له ذلك نسبا أم لا؟.

## وفاته
حج بن عطية الونشريسي مع خلق كثير، فلما رجع إلى فاس عاد إلى مهنة القضاء لكنه لم يلبث الا قليلا ثم لحق بربه ولم تعرف لوفاته تاريخا محددا إلا أن تلميذه ابن الأحمر يذكر أنه كان حيا قرب التسعين وسبعمائة للهجرة 790 هـ وهو ما دفع بعضهم وهما إلى اعتبارها سنة وفاته، وهو غير صحيح، لأن صاحب المعيار صرح بأن الجواب الذي كتبه في شأن تحبيس المدرسة الشرعية كان في الرابع من ذي القعدة عام ستة وتسعين وسبعمائة للهجرة 796هـ.
فيما يذكر د.عادل نويهض في كتابه « معجم اعلام الجزائر من صدر الإسلام حتي العصر الحاضر» ان سنة وفاته كانت عام 	788 هـ/ 1324 م.

## منزلته العلمية
نال ابن عطية الونشريسي حظا وافرا من الاحترام والتقدير والمهابة لدى أعيان وسلاطين مملكة بني مرين والتي تجلت من خلال تعيينه كأول من درس بمدرسة الشهود بمكناس وتعيينه في العشرة المعتمدين وهو فتى صغير وهي الحادثة صنعت شهرته التي استطارت في الأفاق ورفعت من مقامه وتناقلها تلامذته ومحبوه على جهة الفخر والاعتزاز حتى بلغت مسامع بجاية وفاس وغرناطة وشاطبة والمرية وغيرها من المدن التي كانت حواضر العلم والمعرفة بالمغرب والأندلس....
ولعل أحسن ما يمكن الاستشهاد به في هذا المقام، هو ثناء العلماء والفقهاء من معاصريه وتلامذته ومحبيه، أمثال أبي العباس الونشريسي الذي نقل في وثائقه عن القاضي الرئيس أبي الوليد إسماعيل صاحب «تأنيس النفوس في إكمال نفط العروس» قوله: «الفقيه العالم، الفرضي، الصدر، أبي علي الحسن بن عثمان بن عطية بن موسى الونشريسي.»
وعنه يقول أيضا في معياره الكبير:«القاضي الأعدل، المدرس العالم المفتي الأكمل، أبو علي الحسن بن الشيخ الصالح الورع المقري المرحوم أي سعيد عثمان بن عطية الونشريسي.»
ويقول:«بلدينا الفقيه القاضي أبو علي الحسن بن عثمان بن عطية الونشريسي.»
ومما قاله عنه ابن الأحمر وهو أقرب تلامذته وأخصهم به:«هو شيخنا الفقيه المفتي المدرس القاضي الفرضي الأديب الحاج أبو علي ابن الفقيه الصالح أبو سعيد عثمان التيجاني المنعوت بالونشريسي.»
ومما نقله المقري في « نفح الطيب» عن تلميذه لسان الدين ابن الخطيب في رحلته المسماة: نفاضة الجراب في علالة الاغتراب :«كان فقيها عدلا من أهل الحساب والقيام على الفرائض والعناية بفروع الفقه ومن ذوي السذاجة والفضل ويقرض الشعر وله أرجوزة في الفرائض مبسوطة العبارة ومستوفية المعنى.»
وبعد أن أورد ابن غازي المكناسي قصة الشهود المذكورة آنفا عدّه في جملة الأعلام الذين حظيت بهم مدينة مكناس وتشرفت بمقدمهم قال:«ومنهم الفقيه العدل أبو علي الحسن بن عثمان بن عطية...» ثم ساق شهادة
ابن الخطيب المتقدمة بتمامها.
ومما جاء في شجرة النور الزكية قوله:«الإمام الفقيه الفرضي المفتي القاضي العادل».
وإلى جانب هذه الألقاب كلها والنعوت، رأينا كيف كان شيوخ المغرب يبجّلونه ويستقضونه فيما كانوا فيه يختلفون وكيف كان الأستاذ ابن لب يستشيره فيما أشكل عليه من نوازل غرناطة رغم بعد المسافة بينهما.
```
وقال لسان الدين ابن الخطيب: ((كان فقيها عدلا من أهل الحساب، والقيام، والقيام على الفرائض، والعناية بفروع الفقه، من ذوي السذاجة والفضل، يقرض الشعر)). من آثاره ((ارجوزة في الفرائض)) و ((شرحها)) و ((فتاوي)) نقل بعضها الونشريسي في كتابه ((المعيار)).
```

## مدرسة القاضي ابن عطية

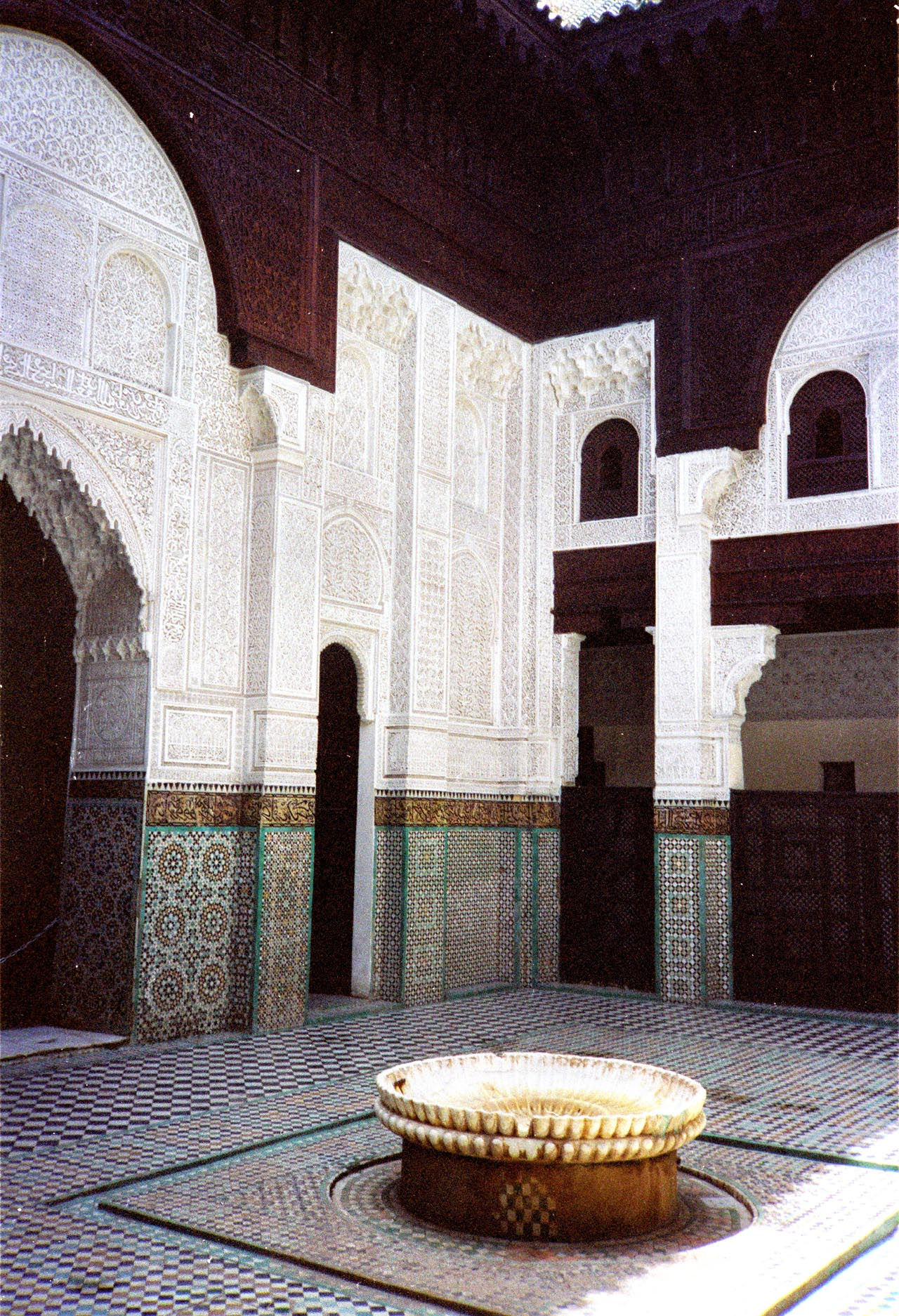
مدرسة القاضي ابن عطية

المدرسة الأبو عنانية بمكناس هي مدرسة علمية قديمة، أسسها السلطان المريني أبو الحسن المتوفى عام 752 هـ، ثم أتم بنائها ابنه أبو عنان فارس حوالي 1345 م.تعتبر المدرسة الأبو عنانية تحفة مكناس المعمارية ويحكى أن السلطان عندما حضر لتدشينها استعظم تكاليف البناء والزخرفة، فأغرق ورقة البيانات في الصهريج وأنشد مرتجلا:
لا بأس بالغالي إذا قيل حسنليس لما قرت به العين ثمن

تولى الإشراف على عمارة المدرسة قاضي مكناس أبو علي الحسن بن عطية الونشريسي بتفويض من السلطان المريني ولذا عرفت باسم مدرسة القاضي.

يقول الباحث مصطفى بنفايدة:«إنها تعد أقدم مدرسة مرينية بمكناس، تم تشييدها سنة 1275 م في عهد أبي يوسف المريني. كما تعرف أيضا بمدرسة القاضي حيث كان يدرس بها القاضي أبو الحسن بن عطية الونشريسي.»